# Agatu
Die Sprache Agatu (auch Nord-idoma, Nord-idomaisch oder ochekwu genannt; ISO 639-3 ist agc) ist eine idomoide Sprache, die in Nigeria in den Bundesstaaten Benue und Nassarawa von über 70.000 Einwohnern gesprochen wird.
Agatu ist gehört innerhalb der West-Benue-Kongo-Sprachen gemeinsam mit den Sprachen Alago [ala], Idoma [idu], Igede [ige] und Yala [yba] zur Gruppe der Idoma-Sprachen.
1984 wurde das Neue Testament in Agatu veröffentlicht.